# Мацубара
Мацубара (яп. 松原市 Мацубара-си) — город в Японии, находящийся в префектуре Осака. Площадь города составляет 16,66 км², население — 121 528 человек (1 августа 2014), плотность населения — 7294,60 чел./км².

## Географическое положение
Город расположен на острове Хонсю в префектуре Осака региона Кинки. С ним граничат города Осака, Сакаи, Яо, Фудзиидера, Хабикино.

## Население
Население города составляет 121 528 человек (1 августа 2014), а плотность — 7294,60 чел./км². Изменение численности населения с 1980 по 2005 годы:
| 1980 | 135 849 чел. |  |
| 1985 | 136 455 чел. |  |
| 1990 | 135 919 чел. |  |
| 1995 | 134 457 чел. |  |
| 2000 | 132 562 чел. |  |
| 2005 | 127 276 чел. |  |

## Символика
Деревом города считается сосна, цветком — роза.